# Los Aldeanos
Los Aldeanos fue un dúo musical de rap cubano, formado por Aldo Roberto Rodríguez Baquero (Al2 El Aldeano) y Bian Oscar Rodríguez Galá (El B).
Fueron colocados en el puesto número ocho en la lista de los «50 grandes raperos en la historia del rap en español», publicada por la revista estadounidense Rolling Stone.

## Historia
Bian Oscar Rodríguez Gala "El B" y Aldo Roberto Rodríguez Baquero "El Aldeano" hicieron su primera aparición pública en 5 Palmas, La Lisa, el 27 de febrero de 2003. Luego ese mismo año inauguraron su dúo de rap como Los Aldeanos en el Parque Almendares. Ese año recibieron el premio Rap Plaza por su canción A veces sueño. Los Aldeanos es un grupo de rap cuyo repertorio es reconocido como revolucionario, crítico de los regímenes burocráticos y de la corrupción. Grabaron su primer álbum Censurado y un año más tarde Poesía Esposada en 2004. Mientras Aldo grababa su disco en solitario En 3T las Musas.Al año siguiente tomaron parte en la final anual del festival de rap Habana Hip-Hop y en la segunda anula del Simposio Hip-Hop. En 2006, para su tercer aniversario "El B" grabó Mi Filosofía y salió también "Abajo como hace Tres Febreros".
Los Aldeanos recibieron reconocimiento internacional a finales del 2006 con un artículo llamado “Cuba's Rap Vanguard Reaches Beyond the Party Line” en la portada de la sección de entretenimiento de "The New York Times". Poco después Univisión los llamaría “revolucionarios de la revolución”. La atención por parte de la audiencia norteamericana creó una curiosidad global alrededor de este grupo. En 2007 Los Aldeanos se unieron junto a otros 40 MC's llamados La Comisión Depuradora junto a Explosión Suprema, Maykelxtremo, El Adversario, Hermanos de Causa, y Mano Armada entre otros y grabaron el doble CD del mismo nombre del colectivo producido por 26 musas y Real 70. Ese mismo año Los Aldeanos grabaron su cuarto álbum juntos “Poesía y Corazón”, por el cual recibieron el premio a mejor grupo de rap por el programa televisivo Cuerda Viva. En 2008 publicaron sus álbumes en solitario, Aldo con Miseria Humana y Mantenimiento al Alma y el B con el doble CD Dr Jekill y Mr Hide, y ambos con El Atropello. Han trabajado con el grupo puertorriqueño de rap Intifada. "El B" ganó la competencia de estilo libre “La Batalla de los Gallos” por segundo año consecutivo, el grupo fue categorizado como los cantantes cubanos de la nueva generación cuando compartieron con Pablo Milanes en la Tribuna Antiimperialista. Recientemente salió su nuevo álbum Los KbaYros, Viva Cuba Libre y Nos Achicharraron. A finales del 2009 lanzan su primer sencillo de su último trabajo “Defini.Flow” llamado Todos para una, con la colaboración de Juaninacka, Tote King y Diem en la producción.

## Origen del nombre
Los Aldeanos, aunque tiene cierto parecido con el nombre de Aldo, no es este realmente la inspiración del nombre del grupo. "Somos personas humildes que vivimos en un país pequeño, en una ciudad pequeña, el barrio es pequeño; vivimos en una aldea", de ahí es donde viene el nombre Los Aldeanos. Y entienden por aldea un lugar donde viven las personas y estas cooperan entre todas y todas tienen el mismo objetivo y aunque son caracteres diferentes y formas de hacer distinta, todo el mundo sabe que hay que halar en la misma dirección.

## Desarrollo del grupo
Bian y Aldo hicieron su primera aparición pública en 5 Palmas, La Lisa, el 15 de febrero de 2003, con un auditorio a medio llenar. Luego ese mismo año inauguraron su dúo de rap como Los Aldeanos en el Parque Almendares. Ese año recibieron el premio Rap Plaza por su canción "A veces sueño". Los Aldeanos son un grupo de rap cuyo repertorio es reconocido como revolucionario, crítico de los regímenes burocráticos y de la corrupción. Grabaron su primer álbum Censurado y un año más tarde Poesía Esposada en 2004. Mientras Aldo grababa su disco en solitario En 3T La Musas. Al año siguiente tomaron parte en la final anual del festival de rap Habana Hip-Hop y en la segunda anual del Simposio Hip-Hop.En 2006, para su tercer aniversario "El B" grabó Mi Filosofía y salió también Abajo como hace Tres Febreros. En 2007 Los Aldeanos se unieron junto a otros 40 MC's llamados La Comisión Depuradora junto a Explosión Suprema, Maykelxtremo, El Adversario, Hermanos de Causa, y Mano Armada entre otros y grabaron el álbum doble del mismo nombre del colectivo. Hasta la fecha han publicado una veintena de discos.

## Repercusión internacional
Los Aldeanos tomaron primera plana de la sección de entretenimiento de New York Times en un artículo titulado La vanguardia del rap cubano se estira más allá de las rayas partidarias (2006), desde entonces han recibido exposición internacional a través de Univisión (que los llamaría "revolucionarios de la revolución") y Telemundo en los Estados Unidos y varios programas televisivos de América Latina y Europa. La atención por parte de la audiencia norteamericana creó una curiosidad global alrededor de este grupo.
CNN Internacional se enfocó en el papel sociopolítico de Los Aldeanos en su artículo titulado Como el hip-hop le da voz a los cubanos (2009). La atención internacional sembró curiosidad por la agrupación, y en un corto período de tiempo Los Aldeanos comenzaron a recibir más interés de la comunidad internacional de hip-hop, que cualquier otra agrupación de rap cubano en la isla.
Como parte formal de la clausura del histórico concierto de Paz Sin Fronteras en La Habana, Juanes nombró los 16 artistas que presenciaron el escenario, más sumó a esa lista a Los Aldeanos y Silvito El Libre
El 11 de julio de 2010 cantan en El Exit Fest de Novi Sad, Serbia, Junto al Dj español DJ Figu, productor del proyecto "D'Finny Flowww" e integrante fijo del grupo desde 2010. Participaron también en los festivales Interrapción de Madrid y Hip Hop Al Parque de Bogotá y cantaron el 17 de octubre en el FESTIVAL Revolución Sin Muertos, el 23 en el Festival "HIP6". Medellín, Colombia, y el 30 del mismo mes participaron en el Festival MiradasDoc en Tenerife, España. Como parte de su gira por países como: Serbia, Colombia, y España (Granada), también hicieron estancia en Miami, Estados Unidos, donde se presentaron el 14 de noviembre en el Dade County Auditorium junto a Silvito "El Libre", también fueron invitados al Show presentado por Alexis Valdés: "Esta Noche To Night" y el show presentado por Carlos Otero: "Pellizcame Que Estoy Soñando". A su llegada a la ciudad el polémico grupo acaparó la atención de la prensa del exilio principalmente, siendo asediados constantemente para obtener declaraciones polémicas, aclarando que su intención era hacer música, no política, y que no pretendían hablar los problemas cubanos fuera de la isla.
Los Aldeanos se han convertido sin duda en uno de los mejores exponentes del Hip-Hop de América y del mundo por la velocidad, la cantidad y sobre todo la calidad de cada uno de sus demos en los cuales está plasmada la realidad borrosa a la que se ve sometida el pueblo cubano. Actualmente han expandido el equipo de trabajo con la suma de Emetrece en el 2008 para formar el proyecto titulado La Aldea Internacional. Emetrece sirve como la productora, administradora y publicadora internacional del grupo. El arreglista musical DJ Figu se une a La Aldea al año en la posición de compositor musical del disco D’Finy Flowww y DJ del grupo.
Luego de un período de giras internacionales por muchos países europeos y americanos que culmina en la gira por México en abril de 2011 Aldo puso en marcha tres discos sin la compañía de El B en conjunto con otros de los grandes exponentes del Hip-Hop cubano tales como Silvito El Libre, Charly Mucha Rima, Gabylonia y Raudel de Escuadrón Patriota. La ausencia de Bian en las recientes producciones, a pesar de estas tener una gran calidad, hace sentir su prolongada ausencia.

## Separación
El hecho que no se lanzaran nuevas producciones desde principios de 2014 generó rumores sobre la separación del dúo, lo cual se confirmó en el perfil de Facebook de Aldo. A inicios de 2018 en una entrevista, Bian declaró que "no podía explicar los motivos a menos que Aldo estuviera presente, para evitar malentendidos", pero dejó en claro que se rompió la relación de trabajo. Aldo, por su parte, dijo en octubre del mismo año que "no le gustaría hablar" acerca de su relación con su excompañero. Actualmente, mantienen una carrera como solistas.

## Discografía

### Álbumes de estudio
- Censurados  (2003)
- Poesía esposada  (2004)
- L3 y 8 Inciso A  (2004)
- "Prosa Oscura" (2004)
- Abajo como hace tres febreros (2006)
- Recordpilación (2007)
- Comisión depuradora Vol. 1 y 2 (2007)
- El atropello (2009)
- D'Finy Flowww  (2010)
- Desacato (2010)
- Créeme (2013)
- Respeto (2013)
- De los altos del Barbaran (Aldo) (2013)
- Musik (Aldo) (2014)
- The Mixtape (Aldo) (2014)

### Álbumes recopilatorios
- Inédito (2007)
- Guerreros de la tinta (2010)

### Como solistas

#### Aldo "El Aldeano"
- En3 T la musas (Aldo)  (2005)
- Poesía & corazón (Aldo) (2007)
- Miseria humana (Aldo) (2008)
- Mantenimiento Al Alma (Aldo) (2009)
- Los Kbayros (Aldo y Silvito el Libre) (2009)
- Nos achicharraron (Aldo) (2010)
- A moler chatarra (Aldo)  (2010)
- Actividad paranormal (Aldo) (2011)
- Baby Bello y Don Perfecto (Al2 y Silvito)(2011)
- Tribu Los Mokoyas Vol.1 y 2 (2011)
- De los altos del Barbaran (Aldo)  (2013)
- Musik (Aldo)  (2013)
- Duendes (Al2)" (2014)
- The Mixtape (Aldo)  (2014)
- "Recordpilacion vol. 2 (2016)
- "La aldea (Al2)" (2016)
- "LULO (AL2 con Raymond Daniel)" (2019)
- "El Club de los Poetas del Barrio" (Al2 y Silvito) (2019-2020)
- "La Tierra Huek (2020)
- "Nomadas (Al2 con Raymond Daniel)" (2022)
- "Ciclos (Al2 con Raymond Daniel y Jhamy DejaVú)" (2023)

#### Bian "El B"
- Mi filosofía (El B) (2006)
- Dr. Jekill & Mr. Hyde Vol. 1 (Dr. Jekyll) (El B) (2008)
- Dr. Jekill & Mr. Hyde Vol. 2 (Mr. Hyde) (El B) (2008)
- Viva Cuba libre (El B) (2010)
- Respeto (2013)
- Luz (2016)
- Scorpion King Mixtape (2018)
- Siete (2023)